# Marc Wieser
Marc Wieser (* 13. Oktober 1987 in Küblis) ist ein Schweizer Eishockeyspieler, der im Verlauf seiner aktiven Karriere zwischen 2003 und 2025 unter anderem 1012 Spiele für den HC Davos und EHC Biel in der Schweizer National League (A) auf der Position des rechten Flügelstürmers bestritten hat. Mit dem HC Davos gewann Wieser viermal die Schweizer Meisterschaft. Sein jüngerer Bruder Dino war ebenfalls professioneller Eishockeyspieler.

## Karriere
Marc Wieser begann seine Karriere in der Saison 2003/04 bei den Elite-Junioren des HC Davos. In der Saison 2005/06 gab er sein Debüt in der Nationalliga A (NLA) für Davos, spielte aber ansonsten weiter für die Junioren. In der Saison 2006/07 gehörte er während der Playoffs fest dem NLA-Kader des HCD an. Im April 2007 gewann er zusammen mit seinen Mannschaftskameraden die Schweizer Meisterschaft. Neben seinen Einsätzen beim HC Davos absolvierte der Stürmer in der Spielzeit 2006/07 auch einige Spiele für den EHC Visp in der National League B (NLB).
Im Sommer 2007 unterschrieb Wieser einen Zweijahresvertrag beim EHC Visp, der aber auf Bitten des HCD aufgelöst wurde. Wieser unterschrieb daraufhin einen Vertrag bis zum Ende der Saison 2008/09 beim HC Davos und erzielte am 7. Dezember 2007 sein erstes NLA-Tor im Spiel gegen die ZSC Lions. Auf die Saison 2011/12 hin wechselte Wieser zum EHC Biel. Er entwickelte sich dort zu einem Führungsspieler, gehörte regelmässig zu den besten Punktesammlern und hatte deswegen einen entscheidenden Anteil an der erstmaligen Playoff-Qualifikation der Bieler seit dem Wiederaufstieg. Nachdem er 2012 seinen Vertrag zunächst verlängert hatte, kehrte er vor der Saison 2014/15 zu seinem Heimatverein nach Davos zurück. Am 25. Februar 2025 bestritt er als 17. Spieler überhaupt sein 1000. Spiel in der National League. Im Anschluss beendete der 37-Jährige im Frühjahr 2025 seine aktive Karriere.

## Erfolge und Auszeichnungen
| - 2007 Bester Torschütze der Elite-Junioren-A-Hauptrunde - 2007 Schweizer Meister mit dem HC Davos - 2009 Schweizer Meister mit dem HC Davos - 2011 Schweizer Meister mit dem HC Davos | - 2015 Schweizer Meister mit dem HC Davos - 2016 NLA Media Swiss All-Star Team - 2018 Topscorer des Schweizer Cups - 2023 Spengler-Cup-Gewinn mit dem HC Davos |

## Karrierestatistik

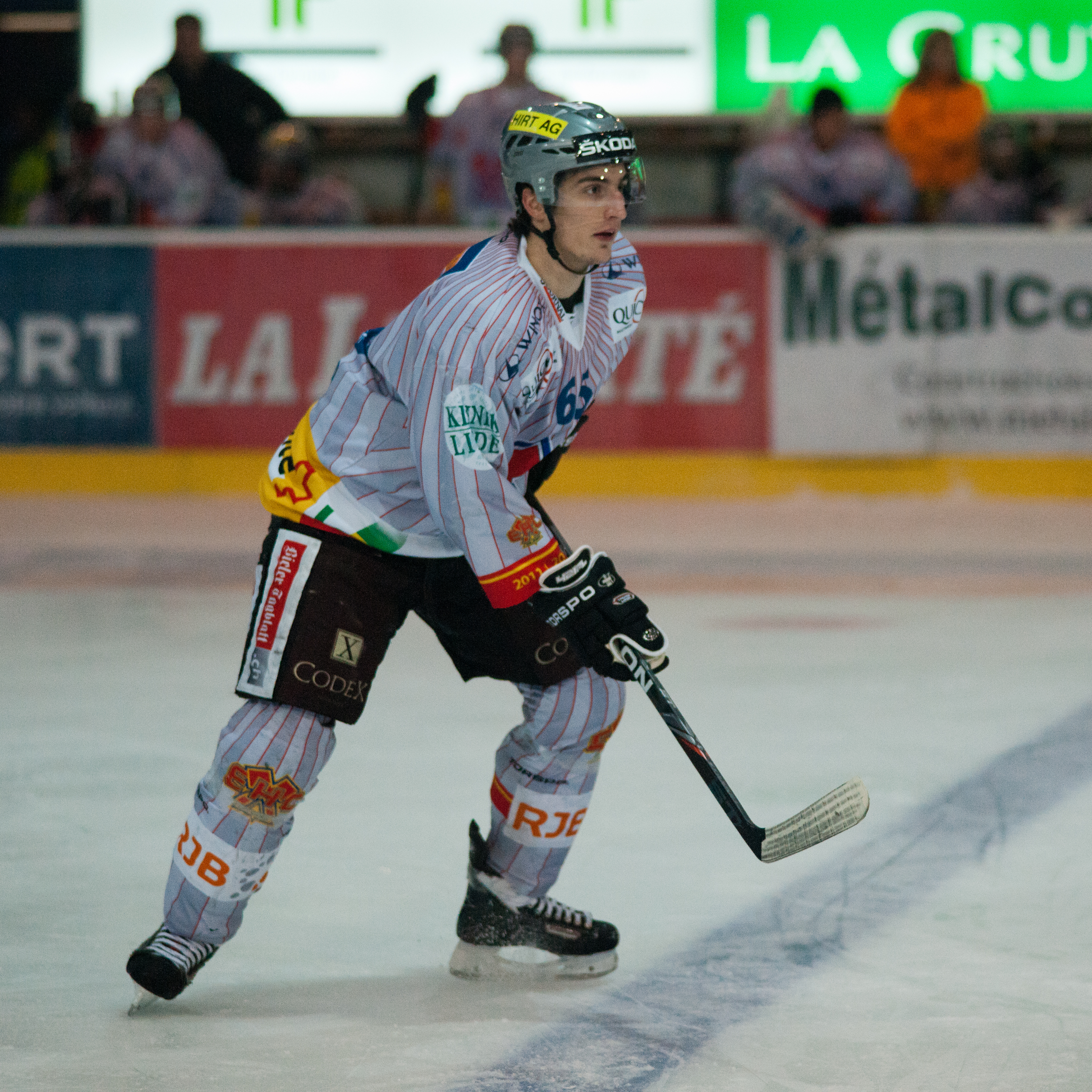
Wieser im Trikot des EHC Biel (2011)

### International
Vertrat die Schweiz bei:
- Weltmeisterschaft 2016

(Legende zur Spielerstatistik: Sp oder GP = absolvierte Spiele; T oder G = erzielte Tore; V oder A = erzielte Assists; Pkt oder Pts = erzielte Scorerpunkte; SM oder PIM = erhaltene Strafminuten; +/− = Plus/Minus-Bilanz; PP = erzielte Überzahltore; SH = erzielte Unterzahltore; GW = erzielte Siegtore; 1 Play-downs/Relegation; Kursiv: Statistik nicht vollständig)